# Pinkstertoernooi (volleybal)

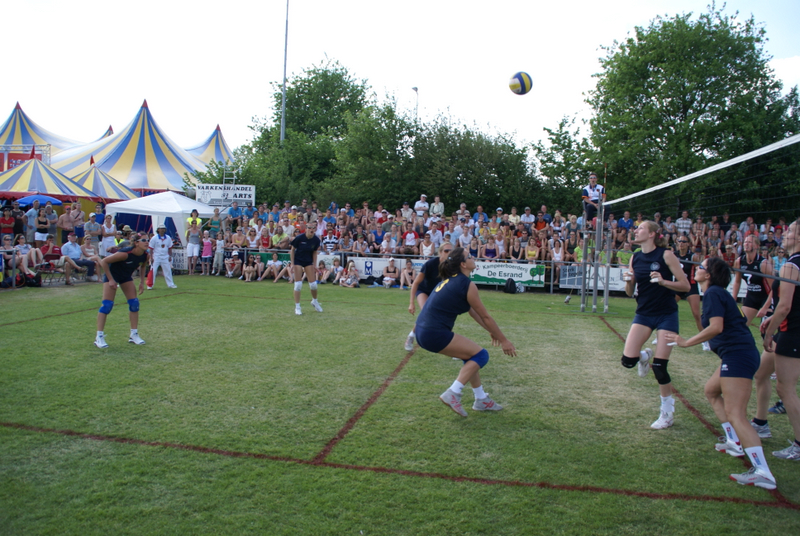
Wedstrijd van de winnaars van 2008

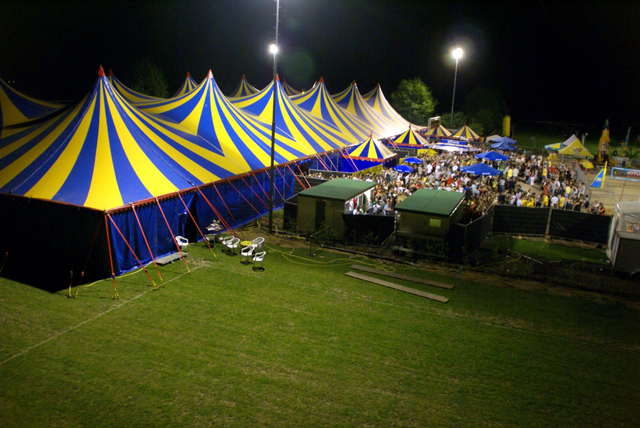
Beeld van de Pinksterparty in 2008

Het Pinkstertoernooi is een volleybaltoernooi dat jaarlijks tijdens Pinksteren wordt gehouden in het Noord-Brabantse dorp Sint Anthonis. Het toernooi wordt georganiseerd door de plaatselijke volleybalclub Activia.

## Locatie
In 2006 werd er voor het laatst een Pinkstertoernooi gehouden op het gras naast de sporthal in het centrum van Sint Anthonis, aangezien deze sporthal werd gesloopt en op het grasveld huizen zouden worden gebouwd. Sinds 2007 worden zowel het Pinkstertoernooi als de Pinksterparty gehouden op Sportpark de Laan, de thuisbasis van voetbalclub DSV.

## Geschiedenis
Het Pinkstertoernooi werd voor het eerst georganiseerd in 1957 als een regionaal volleybaltoernooi. In korte tijd ontwikkelde het zich tot een internationaal evenement met deelnemende teams uit de gehele wereld. Tijdens de jaren 80 en '90 werden op de zaterdag van het Pinksterweekend daarom eerst kwalificatiewedstrijden gespeeld waarin teams streden voor toelating tot het hoofdtoernooi. Begin 21e eeuw waren deze kwalificaties weer afgeschaft en werd de zaterdag gebruikt voor een jeugdtoernooi. Althans tot 2017 was aan het toernooi de titel "Open Nederlands Kampioenschap volleybal op gras" verbonden, een officiële titel van de NeVoBo. Anno 2023 wordt dit niet meer genoemd. 
Begin 21e eeuw werd een beachvolley-toernooi toegevoegd aan het programma.
De avonden van het Pinksterweekend worden gevuld door de Pinksterparty. Naast een kermis op de Brink van Sint Anthonis vindt ook een feest plaats. Begin 21e eeuw traden live-bands als Rowwen Hèze en DI-RECT op. In 2023 zijn er van vrijdag tot zondag optredens, met minder bekende artiesten.

### Vanaf 2020
In 2020 ging het toernooi voor het eerst sinds de start in 1957 niet door. Reden was de coronacrisis in Nederland. In 2021 zou op de Brink een aangepast recreantentoernooi (Tobtoernooi) gehouden worden, maar ook dit ging niet door.
In 2023 bestaat het programma uit:
- Jeugdtoernooi
- Hoofdtoernooi
- Tobtoernooi (diverse niveaus voor beginners en recreanten)
- Beachvolley (Topdivisie Dames en Topdivisie Heren)
- Voetvolley

Het voetvolley is een nieuw onderdeel, dat samen met DSV opgezet wordt. Ook nieuw is, dat het jeugdtoernooi en het hoofdtoernooi gespeeld worden met een variant op de King of the Court-opzet. Afwijkingen zijn: drie spelers per team en een tijdslimiet van 20 minuten in plaats van een puntenlimiet.